# Phản ứng hóa học
Phản ứng hoá học là một quá trình dẫn đến biến đổi một tập hợp các hoá chất này thành một tập hợp các hoá chất khác. Theo cách cổ điển, các phản ứng hoá học bao gồm toàn bộ các chuyển đổi chỉ liên quan đến vị trí của các electron trong việc hình thành và phá vỡ các liên kết hoá học giữa các nguyên tử, không có sự thay đổi nào đối với nhân (không có sự thay đổi các nguyên tố tham gia), thường có thể được mô tả bằng các phương trình hoá học.
Hoá học hạt nhân là một ngành con của Hoá học liên quan đến các phản ứng hoá học của các nguyên tố phóng xạ và không bền, trong đó, cả sự chuyển điện tử và chuyển đổi hạt nhân đều có thể diễn ra.

## Định nghĩa
Quá trình biến đổi từ chất này thành chất khác gọi là phản ứng hoá học.
Chất ban đầu bị biến đổi trong phản ứng gọi là chất tham gia hay chất phản ứng,
chất mới sinh ra là sản phẩm hay chất tạo thành. Phản ứng hoá học được ghi theo phương trình chữ như sau:
Tên các chất tham gia vào phản ứng hoá học  {\displaystyle \longrightarrow }  Tên các sản phẩm
Trong đó:
- Tên các chất tham gia và sản phẩm được viết dưới dạng công thức hoá học cùng với hệ số thích hợp của mỗi chất.
- Nếu phản ứng xảy ra hoàn toàn (các chất phản ứng chuyển hết thành sản phẩm và không có chiều ngược lại) thì sử dụng mũi tên một chiều "{\displaystyle \longrightarrow }", nếu là phản ứng thuận nghịch (các chất phản ứng không chuyển hết thành sản phẩm) thì sử dụng mũi tên hai chiều "{\displaystyle \rightleftarrows }".

## Phân loại
Những loại phản ứng thường được chia thành ba loại: phản ứng trao đổi, phản ứng oxi hoá - khử và phản ứng tạo phức. Trong đó, các phản ứng thường gặp là:
- Phản ứng hoá hợp: Là phản ứng hoá học, trong đó, chỉ có một chất mới (sản phẩm) được tạo thành từ hai hay nhiều chất ban đầu.
- Phản ứng phân huỷ: Là phản ứng hoá học, trong đó, một chất sinh ra hai hay nhiều chất mới.
- Phản ứng oxi hoá - khử: Là phản ứng hoá học, trong đó, xảy ra đồng thời sự oxi hoá và sự khử.
- Phản ứng thế: Là phản ứng hoá học, trong đó, nguyên tử của đơn chất thay thế nguyên tử của một nguyên tố khác trong hợp chất.
- Phản ứng toả nhiệt (exothermic): Là phản ứng hoá học có kèm theo sự giải phóng năng lượng dưới nhiều dạng.

Ngoài ra, còn có các phản ứng khác như: phản ứng trao đổi, phản ứng toả nhiệt, phản ứng thu nhiệt, phản ứng thuận nghịch, phản ứng trung hoà, phản ứng nhiệt nhôm và có một số phản ứng thường được nhắc tới riêng trong Hoá học hữu cơ như: phản ứng trùng hợp, phản ứng trùng ngưng.

## Điều kiện xảy ra phản ứng hoá học
Phản ứng hoá học có thể diễn ra "tức thời", không yêu cầu cung cấp năng lượng ban đầu hoặc "không tức thời", yêu cầu năng lượng ban đầu (dưới nhiều dạng như nhiệt, ánh sáng hay năng lượng điện).

## Tốc độ phản ứng
Tốc độ phản ứng được đo bằng sự thay đổi theo thời gian của nồng độ hoặc áp suất của một chất phản ứng hoặc một chất sản phẩm. Việc phân tích tốc độ phản ứng đóng vai trò quan trọng trong nhiều lĩnh vực, trong đó, có việc nghiên cứu cân bằng hoá học. Tốc độ phản ứng phụ thuộc vào nhiều yếu tố:
- Nồng độ của các chất tham gia phản ứng.
- Diện tích tiếp xúc giữa các chất tham gia phản ứng.
- Áp suất.
- Năng lượng hoạt hoá của phản ứng.
- Nhiệt độ.
- Chất xúc tác.